# Tavel (Friburg)
Tavel (Tafers en alemany) és un municipi del cantó de Friburg, cap del districte de la Singine.